# Fotoindukcja
Fotoindukcja – zjawisko reagowania organizmu na energię świetlną jako sygnał. Nie obejmuje zmian związanych z przemianami metabolicznymi energii świetlnej takich jak fotosynteza. Fotoindukcja związana jest z istnieniem fotoreceptorów.
U roślin głównymi fotoreceptorami są fitochrom i kryptochrom. Reakcje na fotoindukcję mają zwykle charakter fotomorfoz, czyli zmian w procesie morfogenezy.